# Rhionaeschna bonariensis
Rhionaeschna bonariensis – gatunek ważki z rodziny żagnicowatych (Aeshnidae). Występuje na terenie Ameryki Południowej.